# Eucremastus manni
Eucremastus manni là một loài tò vò trong họ Ichneumonidae.